# Joseph Kneipp
Joseph „Joe“ Kneipp (* 27. September 1973 in Brisbane) ist ein ehemaliger australischer Squashspieler.

## Karriere
Im Alter von sieben Jahren begann Joe Kneipp Squash zu spielen. Er war von 1994 bis 2007 als Profi auf der PSA World Tour aktiv und gewann auf dieser sechs Titel. Zu seinen größten Erfolgen zählen die Goldmedaille 2006 im Mixed bei den Commonwealth Games sowie der Weltmeistertitel im selben Jahr, ebenfalls im Mixed. Gemeinsam mit Landsfrau Rachael Grinham besiegte er in Melbourne Amelia Pittock und Cameron Pilley. Bereits 2003 wurde er mit der australischen Nationalmannschaft Mannschafts-Weltmeister. Er nahm zudem unter anderem an den Weltmeisterschaften 2005 teil. Joe Kneipp erreichte im Januar 2004 mit Rang zehn seine beste Platzierung in der Weltrangliste, im selben Jahr stand er gegen Thierry Lincou im Finale der PSA Super Series.

## Erfolge
- Weltmeister mit der Mannschaft: 2003
- Vizeweltmeister im Doppel: 2006 (mit Dan Jenson)
- Weltmeister im Mixed: 2006 (mit Rachael Grinham)
- Gewonnene PSA-Titel: 6
- Commonwealth Games: 1 × Gold (Mixed 2006), 1 × Bronze (Mixed 2002)